# 路易斯·德拉富恩特
路易斯·德拉富恩特·卡斯蒂略（西班牙語：Luis de la Fuente Castillo，1961年6月21日—），西班牙足球教练，前职业球员，司职左后卫。德拉富恩特是西班牙國家足球隊现任主教练。

## 執教生涯
2022年12月8日，由於安歷基在2022年世界盃16強點球大戰被摩洛哥淘汰後辭職，德拉富恩特被任命為西班牙國家隊總教練。
德拉富恩特在2023年3月25日的首場比賽中，主場以3-0勝出對陣挪威的歐洲預選賽。他其後帶領國家隊在2022-23年歐洲國家聯賽中獲勝，決賽在點球大戰後以5-4擊敗克羅地亞。
德拉富恩特的球隊在2024年歐洲足球錦標賽贏得七場勝利，包括在決賽中以2-1擊敗英格蘭，奪得冠軍。

## 榮譽

### 球員
畢爾包
- 西班牙足球甲级联赛: 1982–83, 1983–84[3]
- 西班牙國王盃: 1983–84
- 西班牙超級盃: 1984 (赢得双料冠軍后自动获得)[4]

### 教練
西班牙 U19
- 歐洲U-19足球錦標賽冠軍：2015年

西班牙 U21
- 歐洲U-21足球錦標賽冠軍：2019年

西班牙 U23
- 奧林匹克運動會足球比賽銀牌：2020年

西班牙
- 歐洲足協國家聯賽冠軍：2022–23年[5]
- 欧洲足球锦标赛冠軍：2024年[6]